# Lauri Kalima
Lauri Kalima (Lauri Fredrik Mikael Kalima; * 29. September 1916 in Helsinki; † 24. Juli 2004 in Jyväskylä) war ein finnischer Hochspringer.
1936 wurde er Sechster bei den Olympischen Spielen in Berlin.
Bei den Leichtathletik-Europameisterschaften 1938 in Paris gewann er Bronze.
Seine persönliche Bestleistung von 2,01 m stellte er am 5. September 1936 in Jyväskylä auf.